# Patrick Bussler
Patrick Bussler (ur. 1 czerwca 1984 w Monachium) – niemiecki snowboardzista, brązowy medalista mistrzostw świata.

## Kariera
Po raz pierwszy na arenie międzynarodowej pojawił się 19 marca 1999 roku w Racines, gdzie w mistrzostwach Włoch zajął 64. miejsce w gigancie. W 2002 roku wystartował na mistrzostwach świata juniorów w Rovaniemi, zajmując między innymi jedenaste miejsce w gigancie równoległym (PGS). Jeszcze dwukrotnie startował w zawodach tego cyklu, najlepszy wynik odnosząc podczas mistrzostw świata juniorów w Klinovcu w 2004 roku, gdzie był piąty w PGS.
W Pucharze Świata zadebiutował 9 lutego 2001 roku w Berchtesgaden, gdzie zajął 56. miejsce w slalomie równoległym (PSL). Na podium zawodów pucharowych po raz pierwszy stanął 10 października 2008 roku w Landgraaf, kończąc rywalizację w tej konkurencji na trzeciej pozycji. W zawodach tych wyprzedzili go jedynie Austriak Benjamin Karl i Adam Smith z USA. Najlepsze wyniki w osiągnął w sezonie 2009/2010, kiedy to zajął 12. miejsce w klasyfikacji generalnej, a w klasyfikacji PAR był szósty.
Jego największym sukcesem jest brązowy medal w slalomie równoległym zdobyty na mistrzostwach świata w Kangwŏn w 2009 roku. Uległ tam jedynie Karlowi i Francuzowi Sylvainowi Dufourowi. W tej samej konkurencji był też między innymi siódmy podczas mistrzostw świata w Sierra Nevada w 2017 roku. W 2014 roku zajął czwarte miejsce w PGS na igrzyskach olimpijskich w Soczi. Walkę o podium przegrał tam z Žanem Koširem ze Słowenii. Na tej samej imprezie był też szósty w slalomie równoległym. Startował również na igrzyskach w Turynie w 2006 roku i  rozgrywanych cztery lata później igrzyskach w Vancouver, jednak plasował się poza czołową dziesiątką.

## Osiągnięcia

### Igrzyska olimpijskie
| Miejsce | Dzień     | Rok  | Miejscowość | Konkurencja       | Zwycięzca          |
| ------- | --------- | ---- | ----------- | ----------------- | ------------------ |
| 19.     | 22 lutego | 2006 | Turyn       | Gigant równoległy | Philipp Schoch     |
| 16.     | 27 lutego | 2010 | Vancouver   | Gigant równoległy | Jasey-Jay Anderson |
| 4.      | 19 lutego | 2014 | Soczi       | Gigant Równoległy | Vic Wild           |
| 6.      | 22 lutego | 2014 | Soczi       | Slalom równoległy | Vic Wild           |

### Mistrzostwa świata
| Miejsce | Dzień       | Rok  | Miejscowość   | Konkurencja       | Zwycięzca          |
| ------- | ----------- | ---- | ------------- | ----------------- | ------------------ |
| 32.     | 13 stycznia | 2003 | Kreischberg   | Gigant równoległy | Dejan Košir        |
| 25.     | 18 stycznia | 2005 | Whistler      | Gigant równoległy | Jasey-Jay Anderson |
| 34.     | 19 stycznia | 2005 | Whistler      | Slalom równoległy | Jasey-Jay Anderson |
| DSQ     | 16 stycznia | 2007 | Arosa         | Gigant równoległy | Rok Flander        |
| 28.     | 17 stycznia | 2007 | Arosa         | Slalom równoległy | Simon Schoch       |
| 31.     | 20 stycznia | 2009 | Kangwŏn       | Gigant równoległy | Jasey-Jay Anderson |
| 3.      | 21 stycznia | 2009 | Kangwŏn       | Slalom równoległy | Benjamin Karl      |
| 15.     | 19 stycznia | 2011 | La Molina     | Gigant równoległy | Benjamin Karl      |
| 19.     | 22 stycznia | 2011 | La Molina     | Slalom równoległy | Benjamin Karl      |
| 44.     | 25 stycznia | 2013 | Stoneham      | Gigant równoległy | Benjamin Karl      |
| 26.     | 27 stycznia | 2013 | Stoneham      | Slalom równoległy | Rok Marguč         |
| 20.     | 22 stycznia | 2015 | Kreischberg   | Slalom równoległy | Roland Fischnaller |
| 13.     | 23 stycznia | 2015 | Kreischberg   | Gigant równoległy | Andriej Sobolew    |
| 7.      | 15 marca    | 2017 | Sierra Nevada | Slalom równoległy | Andreas Prommegger |
| 12.     | 16 marca    | 2017 | Sierra Nevada | Gigant równoległy | Andreas Prommegger |

### Puchar Świata

#### Miejsca w klasyfikacji generalnej
- sezon 2000/2001: -
- sezon 2001/2002: -
- sezon 2002/2003: -
- sezon 2003/2004: 24.
- sezon 2004/2005: -
- sezon 2005/2006: 92.
- sezon 2006/2007: 29.
- sezon 2007/2008: 18.
- sezon 2008/2009: 33.
- sezon 2009/2010: 12.
  - PAR[2]
- sezon 2010/2011: 15.
- sezon 2011/2012: 7.
- sezon 2012/2013: 18.
- sezon 2013/2014: 18.
- sezon 2014/2015: 8.
- sezon 2015/2016: 15.
- sezon 2016/2017: 23.

#### Miejsca na podium w zawodach
1. Landgraaf – 10 października 2008 (slalom równoległy) - 3. miejsce
2. Bad Gastein – 9 stycznia 2015 (slalom równoległy) - 3. miejsce
3. Asahikawa – 28 lutego 2015 (gigant równoległy)  - 2. miejsce
4. Kayseri – 27 lutego 2016 (gigant równoległy) - 3. miejsce